# Kultura ibero-mauretańska
Kultura ibero-mauretańska – kultura archeologiczna z okresu górnego paleolitu i epipaleolitu z terenu Maghrebu.
Występuje w okresie pomiędzy około X tys. p.n.e. do V tys. p.n.e., następuje po okresie kultury aterskiej, rozwijała się prawdopodobnie równolegle do kultury kapskiej.
Przemysł kamienny obejmuje głównie wiórki retuszowane wytwarzane z małych otoczaków krzemiennych.
Główne stanowiska: Wadi Muwajlih, Aflu Bu ar-Raml k. Bidżai, Tafughalt (Maroko).
Twórcami tej kultury byli ludzie odmiany Maszta al-Arabi (zwanej również Maszta-Aflu).